# 為哥可君
為哥可君（いかかのきみ、生没年不詳）は、任那日本府の官吏。河内直の先祖たちにそそのかされ、国難を憂慮せず暴虐を重ねたことから、任那日本府から放逐される。